# 토그데르주

토그데르주

토그데르주(소말리어: Togdheer)는 소말리아 북부에 위치한 주로, 주도는 부라오이다. 남쪽으로는 에티오피아와 국경을 맞대고 있으며 워코이갈베드주와 사나그주, 솔주와 인접해 있다. 이 곳은 현재 소말리아로부터 독립을 선언했지만 국제적으로 독립 국가로 인정받지 못하고 있는 소말릴란드의 지배하에 있으며 소말릴란드와 푼틀란드는 부호들레의 귀속을 놓고 분쟁을 벌이고 있다.